# Made in ASKA
『Made in ASKA』（メイド・イン・アスカ）は、ASKAのベスト・アルバム。2018年10月17日に発売された。発売元はヤマハミュージックコミュニケーションズ。

## 背景
ASKA自身の選曲、曲順によるベスト・アルバムとして制作された。同じ日に一般発売となる『We are the Fellows』はファンの投票によってセレクトした作品になっているため、本作とは対をなすアルバムとなる。
これまでにCHAGE and ASKAのベストアルバムも含めてさまざまなベストアルバムが発売されてきたがASKA本人が監修する作品は一つもなく他人任せになっていたが、本作と『We are the Fellows』に関してはASKAが初めて監修を行った作品にもなる。本作収録曲は『We are the Fellows』で収録されなかった楽曲から選ばれている。

## 収録曲
- 2001年より前の作品の作者は飛鳥涼名義であるが、本作は全てASKA名義で統一する。

| 全作詞: ASKA。 |                                  |           |                     |                             |      |
| #              | タイトル                         | 作詞      | 作曲                | 編曲                        | 時間 |
| 1.             | 「MIDNIGHT 2 CALL」              | ASKA      | ASKA                | 澤近泰輔                    | 4:40 |
| 2.             | 「Love is alive」                | ASKA      | ASKA                | 澤近泰輔                    | 5:46 |
| 3.             | 「I'm busy」                     | ASKA      | ASKA                | 十川ともじ                  | 5:55 |
| 4.             | 「you & me」                     | ASKA      | ASKA                | ASKA、十川ともじ            | 5:32 |
| 5.             | 「はるかな国から」               | ASKA      | ASKA                | 澤近泰輔                    | 5:46 |
| 6.             | 「ID」                           | ASKA      | ASKA                | ASKA、PAUL STAVELEY O'DUFFY | 4:49 |
| 7.             | 「ONE」                          | ASKA      | ASKA・ERVIN BEDWARD | ASKA、PAUL "WIX" WICKENS    | 4:02 |
| 8.             | 「Now」                          | ASKA      | ASKA                | 松本晃彦                    | 4:46 |
| 9.             | 「In My Circle」                 | ASKA      | ASKA                | 松本晃彦                    | 5:20 |
| 10.            | 「心に花の咲く方へ」             | ASKA      | ASKA                | 旭純                        | 5:58 |
| 11.            | 「UNI-VERSE」                    | ASKA      | ASKA                | 澤近泰輔                    | 5:27 |
| 12.            | 「いろんな人が歌ってきたように」 | ASKA      | ASKA                | 澤近泰輔                    | 4:18 |
| 13.            | 「FUKUOKA」                      | ASKA      | ASKA                | 澤近泰輔                    | 4:40 |
| 14.            | 「cry」                          | ASKA      | ASKA                | 澤近泰輔                    | 5:22 |
| 15.            | 「メリーゴーランド」             | ASKA      | ASKA                | ASKA、藤山祥太              | 4:37 |
| 合計時間:      | 合計時間:                        | 合計時間: | 合計時間:           | 76:58                       |      |

## 楽曲解説
1. MIDNIGHT 2 CALL
1988年発売の2枚目シングル。本作に収録されているのは、2010年発売のセルフカバーアルバム『君の知らない君の歌』に収録されているバージョン。
2. Love is alive
1991年発売の2枚目アルバム『SCENE II』収録曲。
岩崎宏美とのデュエット曲。
3. I'm busy
1995年発売の3枚目アルバム『NEVER END』収録曲。
4. you & me
アルバム『NEVER END』収録曲。
黒田有紀とのデュエット曲。
5. はるかな国から
アルバム『NEVER END』収録曲。
6. ID
1997年発売の5枚目シングル。
7. ONE
1997年発売の6枚目シングル。
8. Now
1998年発売の5枚目アルバム『kicks』収録曲。
9. In My Circle
アルバム『kicks』収録曲。
10. 心に花の咲く方へ
2003年発売の9枚目シングル。本作に収録されているのは、2005年発売の6枚目アルバム『SCENE III』に収録されているバージョン。
11. UNI-VERSE
2008年発売の10枚目シングル。シングル・バージョンはアルバム初収録。
12. いろんな人が歌ってきたように
2012年発売の7枚目アルバム『SCRAMBLE』収録曲。
13. FUKUOKA
2017年発売の8枚目アルバム『Too many people』収録曲。
14. cry
1995年に黒田有紀へ楽曲提供したものをセルフカバーしたバージョン。
当時20歳の女の子が歌うように作った曲であったこともあり、ASKAは還暦を迎えた自分が歌っても良いのか迷いもあったが、歌詞は当時と変わっていないという。アレンジや歌唱方法に関してはライブで披露する際と同様に録っている[6]。
15. メリーゴーランド
本作のために書き下ろされた新曲。
ASKAは月一のペースで地元の福岡に戻っており、その際に保育園や小学校時代からの付き合いのある友人と会ったりしている。ASKAは「プライベートも仕事もうまくいってる人もいれば、うまくいってない人もいると思うが、友人たちは昔の小学生のまんまで会うんです。卒業してから今まで、俺たちはそれぞれに冒険してきたんです。地図も持たずに、それぞれの人生の旅をくぐり抜けて、ここに集まっている。彼らと会うと、今こうして一緒にいられることが冒険の答えなんだ、それでいいじゃないか。」という思いからこの楽曲が制作された[8]。

## 参加ミュージシャン
※既発曲に関しては、各収録作品を参照のこと。
- cry
  - Piano：澤近泰輔
  - Bass：萩原メッケン基文
  - Drums：村石雅行
  - Guitar：古川昌義 / 鈴木真樹
  - Chorus：藤田真由美 / 藤山祥太

- メリーゴーランド
  - Programming：鈴木真樹
  - Manipulator：藤山祥太